# 김명규 (1942년)
김명규(金明圭, 1942년 2월 1일 ~ 2019년 4월 30일)는 대한민국의 제14·15대 국회의원을 지낸 정치인 겸 대학 교수이다. 본관은 김녕(金寧)이며 호(號)는 신결(信結)이다.
그는 기업가로 첫 출발하여 이후 국회의원과 국영기업체의 사장을 역임하였다. 
2005년부터 씨큐어넷 회장을 맡았다.  

## 활동
김명규는 인천제일교회의 장로로 활동 중인데 김승규 전 국정원장의 친형으로 제14·15대 국회의원을 지냈으며, 한국가스공사 사장을 역임했다. 현재 인천제일학원 이사와 ㈜진명스탭스 대표이사를 맡고 있다.
2013년 12월 17일에는 서울 여의도 국회 의원회관 대강당에서 남아공 전 대통령 넬슨 만델라 국회추모예배를 열기도 했다.

## 학력
- 진상중학교
- 순천매산고등학교
- 단국대학교 경영학과 학사
- 인하대학교 경영대학원 경영학 석사
- 연세대학교 경영대학원 경영학 석사
- 서울대학교 경영대학원 경영학 석사
- 서울대학교 행정대학원 행정학 석사
- 고려대학교 노동대학원 사회과학 석사
- 고려대학교 언론대학원 언론학 석사
- 러시아 국제 과학예술아카데미 경제학 박사

### 비학위 수료
- 순천향대학교 건강과학대학원 최고위과정 수료

### 명예 박사 학위
- 미국 캘리포니아 유니온 대학교 명예 행정학 박사
- 순천향대학교 명예 경영학 박사

## 약력
- 2005년 씨큐어넷 회장
- 2001년 인하대학교 겸임교수
- 2000년 한국가스공사 사장
- 1999년  러시아 극동국립기술대학교 명예교수
- 1999년  캘리포니아 유니온대학교 객원교수
- 1996년  제15대 국민회의 국회의원
- 1992년  제14대 민주당 국회의원
- 1970년 중학교사
- 1980년 부인운영 피보약국 약국보조
- 1991년 시의원 출마 공천 낙방
- 1992년 6촌형 김동건 아나운서도움으로 광양 현역의원 밀어내고 국회의원공천
- 1986년  인천 YMCA 이사장

## 수상
- 2002년  한국능률협회 최고경영자상
- 1991년  국민훈장 석류장
- 1990년  통일원장관표창
- 1989년  내무부장관표창
- 1985년  국민포장

## 가족 관계
- 배우자 : 정경숙
  - 장녀 : 김정화
    - 첫째 사위 : 박영진

  - 차녀 : 김정원
    - 둘째 사위 : 방재웅

  - 삼녀 : 김영경
    - 셋째 사위 : 한민재

  - 사녀 : 김영은
    - 넷째 사위 : 조태호

## 역대 선거 결과
|  | 50.58% |

|  | 58.69% |

|  | 2.59% |